# Liste der georgischen Botschafter in Osttimor

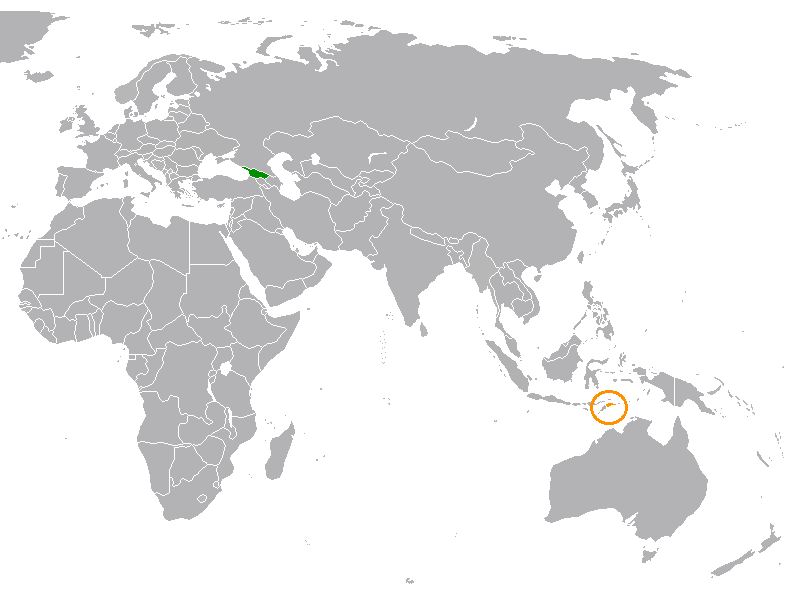
Georgien (grün) und Osttimor (orange)

Diese Liste führt die georgischen Botschafter in Osttimor auf.

## Hintergrund
Georgien und Osttimor nahmen am 22. Dezember 2011 diplomatische Beziehungen auf. Der Botschafter Georgiens hat seinen Sitz im indonesischen Jakarta.

## Liste der Botschafter
| Amtszeit  | Name               | Anmerkungen                      |          |
| Georgien  | Georgien           | Georgien                         | Georgien |
| --------- | ------------------ | -------------------------------- | -------- |
|           | ?                  |                                  |          |
| 2014–2018 | Zurab Aleksidze    | Akkreditierung: 24. Februar 2014 |          |
| seit 2018 | Irakli Assaschwili | Akkreditierung: 21. Juni 2018    |          |